# Vincenc Červinka
Vincenc Červinka (2. srpna 1877, Kolín – 2. října 1942, Praha) byl český novinář, publicista, překladatel, divadelní a literární kritik. Během první světové války se zapojil do I. odboje proti Rakousku-Uhersku.

## Životopis
Vincenc Červinka se narodil v Kolíně v rodině zdejšího průmyslníka, dlouholetého člena městské rady a předáka strany Staročechů Josefa Červinky. V roce 1896 odmaturoval na kolínském gymnáziu a začal studovat medicínu na České Univerzitě Karlo-Ferdinandově v Praze. Z medicíny však brzy odešel a začal se věnovat filologii a novinářství, jež studoval v Berlíně a v Petrohradu.
Po návratu do Čech se sblížil s Dr. Aloisem Rašínem a jeho skupinou kolem týdeníku Slovo, kde v letech 1901 – 1905 působil jako odpovědný redaktor. Roku 1905 byl vyslán jako zpravodaj Národních listů do Petrohradu, kde strávil zhruba rok. Po návratu založil s Karlem Kramářem časopis Nová česká politika, který byl později přeměněn na deník Den, a stal se jeho redaktorem. Krátce poté začal spolupracovat s časopisem Zlatá Praha vydavatele Jana Otta a stal se členem jeho redakce. Zároveň přispíval do časopisů Osvěta, Česká revue, Lumír a Zvon. Roku 1907 se stal členem redakce Národních listů, roku 1911 jejím tajemníkem, později odpovědným redaktorem a nakonec zástupcem šéfredaktora. Vedl zde rubriku Ze světa slovanského a psal úvodníky. V té době se začal věnovat také literárním překladům, především z ruštiny a dalších slovanských jazyků. Do češtiny jako první přeložil díla Leonida Andrejeva, Arkadije Averčenka, Ivana Bunina, Denise Fonvizina, Vasilije Němiroviče-Dančenka a dalších. Jeho zásluhou byla čeština vůbec prvním jazykem, do nějž byly přeloženy hry vídeňského židovského dramatika Lea Birinského. Jeho Mumraj byl v pražském Národním divadle uveden roku 1912 pouhé tři dny po německých premiérách. Leo Birinski byl i díky Červinkově překladatelskému zaměření na ruštinu mylně považován za spisovatele píšícího rusky.
Politicky měl Červinka blízko ke Karlu Kramářovi, stal se stoupencem slovanské vzájemnosti, později se pod jeho vlivem připojil i k myšlence novoslovanství. Byl členem Kramářovy národní demokracie, po jistý čas i jeho osobním tajemníkem. Zároveň sympatizoval se svobodným zednářstvím a roku 1911 byl přijat do pražské lóže Hiram. Po vypuknutí První světové války se zapojil do I. odboje. V roce 1915 byl s Karlem Kramářem, Aloisem Rašínem a Josefem Zamazalem zatčen a po osmiměsíčním procesu 3. července 1916 odsouzen k trestu smrti pro velezradu a vyzvědačství. Po smrti Františka Josefa I. mu byl milostí nového císaře Karla I. trest snížen na 20 let žaláře, v červenci 1917 byl pak amnestován a propuštěn na svobodu. Zkušenosti z tohoto období později použil v knize Moje rakouské žaláře (1928).
Po návratu z žaláře se vrátil k práci v Národních listech. Brzy po vyhlášení samostatného Československa byl zvolen předsedou Syndikátu denního tisku československého. Roku 1919 se vydal na pozvání krajanů na přednáškové turné do USA. V cestě pokračoval na Sibiř a dále do Ruska k jednotkám Československých legií. Do Československa se vrátil až začátkem roku 1920 přes Čínu, Indický oceán a Suezský průplav, takže vykonal cestu kolem světa. Své zážitky a zkušenosti z cest využil k napsání několika knih s politickými a cestopisnými úvahami.

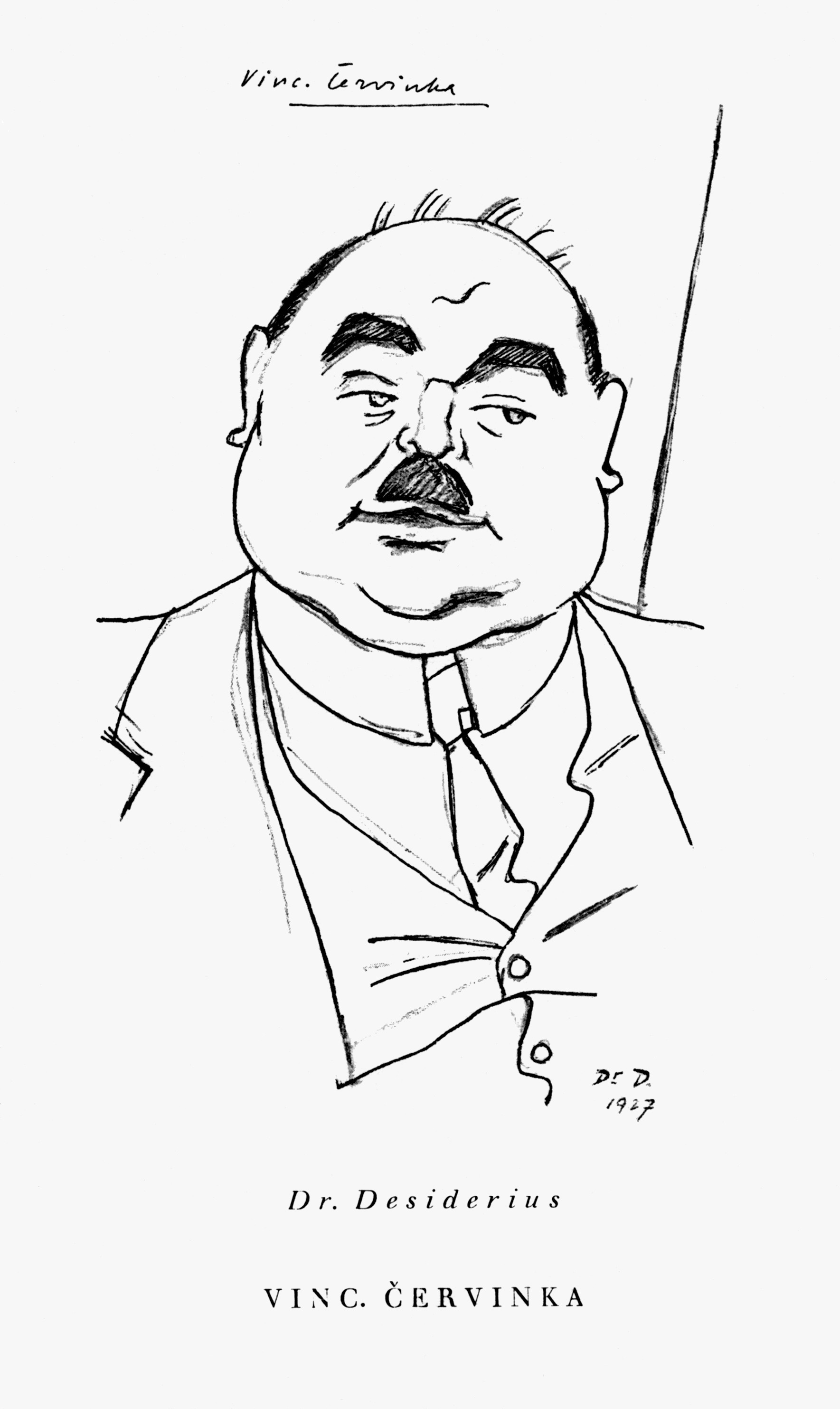
Vincenc Červinka na karikatuře z roku 1927

V meziválečném Československu dále pracoval v redakci Národních listů, jimž zůstal věrný až do odchodu do výslužby v roce 1934. Měl široký novinářský záběr, psal články politické, komentáře, úvahy o významných osobnostech různých národů, literární a divadelní kritiky. Kromě novinářské práce v letech 1919–1933 v Ottově nakladatelství řídil a redigoval edici Ruská knihovna, velmi respektovanou pro ediční výběr i pro kvalitu překladů. Pokračoval i v překladatelské práci a české čtenáře seznamoval s tvorbou sovětských autorů i ruských emigrantů. Jako první překládal díla Valerije Brjusova, Michaila Bulgakova, Valentina Katajeva, Ivana Naživina nebo Michaila Zoščenka. Do češtiny zavedl užívání původně ruských slov bezprizorný, kulak nebo kerenština.
Roku 1921 byl přijat do nově založené zednářské lóže Jan Ámos Komenský a zůstal jejím členem až do zrušení v roce 1938. Byl členem všech československých novinářských organizací, místopředsedou Syndikátu československých spisovatelů. Dále byl členem Slovanského ústavu a od roku 1934 předsedou Společnosti slovanské vzájemnosti.
Zemřel v říjnu 1942 na arteriosklerózu. Je pohřben na Olšanských hřbitovech.

### Používané pseudonymy a akronymy
E. Adámek, Ervín Kačer, Vikentij Osipovič Červinka, Campanus, Tantris, V.Č., Č., E.Ad., E.A., V.Kol, Viki, Samo, Bis, A-Z. Za okupace pravděpodobně používal značky J.M., Leon B., L.B.

### Vyznamenání
- Řád velkoknížete Gediminase[3]  III. stupně (Litevská republika, 1928)

## Dílo

### Vlastní publikace
- Novinářská technika, zpravodajství a jeho organisace, Praha 1914.
- Za oceán. Listy z Ameriky, Praha 1920.
- Bolševický ráj ve světle pravdy (pod pseudonymem E. Adámek, spolu s Romanem Čechem), Praha 1920.
- Naši na Sibiři, Praha 1921.
- Sibiřské děje a postavy, Praha 1921.
- Tragédie Ruska, Praha 1922.
- F. M. Dostojevskij, jeho život a dílo, in: Dostojevskij: Výběr povídek, Praha 1922.
- Střízlivá exotika, cestopisné studie, Praha 1923.
- Dostojevskij a Židé, Praha 1924.
- Moje rakouské žaláře. Vzpomínková kronika z let 1914 – 1917, Praha 1928.
- Karel Kramář. Jeho život a význam, Praha 1930. Dostupné online
- Polsko a Rusko, Praha 1930.

### Editace sborníků
- Z doby persekucí a kriminálů. Vzpomínky českých novinářů a literátů, Praha 1920.
- Padesátka. Veselé i tragické obrazy současného Ruska, Praha 1922.
- Antologie sovětského humoru, Praha 1928.
- L.N.Tolstoj v zrcadle současníků, Praha 1930.
- Povídky z ghetta. Výbor z jidiš prózy, Praha 1932.

### Překlady
Vzhledem k rozsahu Červinkova překladatelského díla jsou zde uvedeni jen nejznámější autoři. Kromě Birinského her jde vesměs o překlady z ruštiny.
- Leonid Andrejev: Tři povídky (1906), Rozum (1908), Láska k bližnímu a jiné prósy (1911), Zachraňte Rusko! (1919), Kniha povídek (1923, část výboru), Nezabiješ! a jiné práce (1926), Jidáš Iškariotský a jiné práce (1926, společně s Boženou Popovou), Povídka o sedmi oběšených (1928, společně s Boženou Popovou a Milošem Novákem), Dni našeho života (1928) a další.
- Arkadij Averčenko: Humoresky a satiry (1912, společně s J. Havlínem), Kola na vodě (1914), Dvanáct portrétů znamenitých lidí (1922), Hra se smrtí (1922), První pětka. (Dramata.) (1923), Druhá pětka. (Dramata.) (1924), Povídky pro rekonvalescenty (1925), Tucet nožů do zad revoluce (1925) a další.
- Leo Birinski: Moloch (1910, vydáno 1924, z němčiny), Mumraj (1912, z němčiny).
- Vladimir Christianovič Brunovskij: V sovětských žalářích (vzpomínky odsouzence na smrt) (1931).
- Michail Bulgakov: Bílá garda (1928).
- Anton Čechov: Slzy, které svět nevidí a jiné povídky (1913), Smutné povídky I. a II. (1920), Ivanov (1920), Racek (1920), Višňový sad (1920), Tři sestry (1932), Strýček Váňa (rukopis) a další.
- Anton Děnikin: Ruská otázka (1935).
- Fjodor Dostojevskij: Výběr povídek II. (1922), Strýčinkův sen (1924) a další.
- Konstantin Fedin: Narovčatská kronika a jiné povídky (1928).
- Denis Fonvizin: Mazánek (1923).
- Ivan Gončarov: Sluhové starého věku. Vzpomínky (1922, společně s J. Pelíškem).
- Maxim Gorkij: Žaloby, pohádky a jiné povídky (1913), Přátelé z mládí (1940).
- Nikolaj Jevrejnov: Co je nejhlavnější, Koráb spravedlivých.
- Valentin Katajev: Kvadratura kruhu.
- Vladimir Galaktionovič Korolenko: Pád carské vlády (výklad prostým lidem o událostech na Rusi) (1919).
- Alexandr Kuprin: Souboj (1911).
- Ivan Naživin: V mlhách budoucnosti (1923), Rasputin I. – III. (1924 – 1928), Věčná pohádka.
- Vasilij Němirovič-Dančenko: Pestré povídky (1926), Strašní lidé (1935).
- Alexandr Ostrovskij: Bouře (1918, překlad použil Leoš Janáček pro libreto k opeře Káťa Kabanová), Bez věna (1918), Nevolnice (1920), Horoucí srdce (1926), I chytrák se spálí (1921), Do cizích saní nesedej (1940), Pravda dobrá věc, štěstí lepší (1940), Šaškové (1940), Vlci a ovce (1940).
- Alexej Pisemskij: Hořký osud (1908), Čím se provinila? (1918), Ve víru (1919), Mr. Batmanov (1921), Setník Ruchněv (1921), Ruští lháři a jiné povídky (1926, společně s Karlem V. Frypésem), Měšťáci (1927).
- Alexej Tolstoj: Zlatíčko (1921), Kukaččiny slzy (1940), Nečistá síla (1940), Láska – kniha zlatá (1940).
- Lev Tolstoj: Sonata Kreutzerova (1909), První vzpomínky a vzpomínky z dětství (1928), Povídky a hry kdysi potlačené (1929), Falešný kupon a jiné práce (1930), A světlo ve tmě svítí (1930), Nakažená rodina (1930), Plody osvěty (1930), Vláda tmy (1940), Živá mrtvola (1930).
- Ivan Turgeněv: První láska (1939).
- Michail Zoščenko: Ironické povídky (1930), Zločin a trest (1940), Vážený soudruh (1940).